# Rising Sun (Indiana)
Rising Sun é uma cidade localizada no estado americano de Indiana, no Condado de Ohio.

## Demografia
Segundo o censo americano de 2000, a sua população era de 2470 habitantes.
Em 2006, foi estimada uma população de 2381, um decréscimo de 89 (-3.6%).

## Geografia
De acordo com o United States Census Bureau tem uma área de
4,1 km², dos quais 3,8 km² cobertos por terra e 0,3 km² cobertos por água. Rising Sun localiza-se a aproximadamente 144 m acima do nível do mar.

## Localidades na vizinhança
O diagrama seguinte representa as localidades num raio de 20 km ao redor de Rising Sun.